# Tom Luddy
Tom Luddy (1943, Estados Unidos - 13 de fevereiro de 2023) foi um produtor cinematográfico norte-americano e co-fundador do Festival de Cinema de Telluride.